# Глас (музыка)
Глас, проф. ихос (от греч. ἦχος — букв. отголосок, отзвук; позже также звук, звучание; мелодия, напев) — многозначный термин, применяемый в православной (как и во всей восточно-христианской) литургике и музыке православного обихода.

## Гипотеза о происхождении
Учитывая, что один из древнейших однопеснцев, сохранившийся в папирусе № 466 библиотеки Джона Райланда пелся на первый плагальный глас, а также упоминание о гласах (ήχοι) в рассказе об авве Памво, можно с определённой осторожностью предположить, что зарождение византийских ихосов, или гласов, могло начаться ещё в доникейскую эпоху на основе античной ладовой системы. Косвенным доказательством тому является свидетельство, согласно которому во времена патриаршества Севира Антиохийского (512—519) в Антиохии уже использовалось осмогласие. Если оно истинно, то система октоиха до начала VI века должна была пройти долгий период становления.

## Теория гласа
В византийской теории музыки глас — (а) то же, что ладовый звукоряд; (б) вид модального лада, со специфическим набором (типично модальных) категорий и функций. Восемь таких гласов трактовались как единая система и именовались осмогласием, или октоихом.
В древнерусской церковной монодии по традиции гласом называется комплекс устойчивых мелодических формул, так называемых «попевок», или «кокиз»; в такой интерпретации глас идентифицируется по комплексу попевок. «Гласовое мышление в певческом искусстве Руси долгое время изучалось с точки зрения формульности, тогда как ладовые характеристики гласов признавались абстрактными, не имеющими отношения к древнерусскому гласу, противопоставлявшемуся византийскому, или „греческому“». Родоначальником попевочной теории гласа считается С. В. Смоленский, изложивший её в комментариях к своему изданию «Азбуки знаменного пения» Александра Мезенца, в 1888 году. Похожую точку зрения в первой половине XX века представлял В. М. Беляев, согласно которому основу древнейшего знаменного распева составляют «восемь групп мелодических гласовых попевок. Число попевок в каждом гласе с их вариантами достигает нескольких десятков». В XXI веке среди сторонников попевочной теории — композитор и культуролог В. И. Мартынов. Против попевочной теории выступали ещё в XIX веке Ю. К. Арнольд и Д. В. Аллеманов. Противники традиционного представления рассматривают древнерусский глас как (модальный) лад. Как отмечает И. Е. Лозовая, «формульность и ладово-звукорядная структура гласа в певческой практике не противостоят друг другу; они неразрывно связаны между собой». Однако согласия в построении модели древнерусского лада среди учёных нет. Так, теоретическая модель древнерусского лада («обиходного лада»), разработанная Ю. Н. Холоповым и его ученицей Г. С. Бычковой (Фёдоровой) ещё в 1980-х годах и учитывающая как мелодические формулы, так и другие категории и функции лада (в том числе, звукоряд), за пределами его школы не принята.
В многоголосной музыке (в том виде, как это слово используется в современном русском православном богослужении) глас — целостная мелодия-модель, гармонизованная по правилам классико-романтической тональности. На основе таких моделей (в совокупности именуемых «обиходом») в современной Русской православной церкви распеваются многие молитвословные тексты — стихиры, тропари, ирмосы и др.
Гласы православного церковного пения типологически родственны псалмовым тонам католиков.